# Krhov (district de Blansko)
Pour les articles homonymes, voir Krhov.
Krhov (en allemand : Kerhow) est une commune du district de Blansko, dans la région de Moravie-du-Sud, en République tchèque. Sa population s'élevait à 157 habitants en 2020.

## Géographie
Krhov se trouve à 7 km au sud-ouest de Boskovice, à 12 km au nord-nord-ouest de Blansko, à 30 km au nord de Brno et à 169 km au sud-est de Prague.
La commune est limitée par Voděrady au nord, par Obora à l'est, par Bořitov au sud et par Lysice à l'ouest.

## Histoire
La première mention écrite de la localité date de 1409.